# Mae Jemison
Mae Carol Jemison (sinh ngày 17 tháng 10 năm 1956) là một kỹ sư, bác sĩ và cựu phi hành gia NASA người Mỹ. Bà trở thành người phụ nữ da đen đầu tiên du hành vào vũ trụ khi bà làm chuyên gia du hành không gian trên chiếc Tàu con thoi Endeavour. Jemison gia nhập Quân đoàn phi hành gia của NASA năm 1987 và được chọn để phục vụ cho nhiệm vụ bay vào không gian STS-47, trong đó bà bay quanh Trái Đất trong gần tám ngày vào ngày 12 tháng 9 năm 1992.
Sinh ra ở Alabama và lớn lên ở Chicago, Jemison tốt nghiệp Đại học Stanford với bằng cấp về kỹ thuật hóa học cũng như châu Phi và nghiên cứu người Mỹ gốc Phi. Sau đó, bà lấy được bằng y khoa từ Đại học Cornell. Jemison là một bác sĩ cho Quân đoàn Hòa bình tại Liberia và Sierra Leone từ năm 1983 đến năm 1985 và làm việc với tư cách là bác sĩ đa khoa. Để theo đuổi việc trở thành phi hành gia, bà đã nộp đơn vào NASA.

## Tiểu sử
Mae Carol Jemison sinh ra tại Decatur, Alabama, vào ngày 17 tháng 10 năm 1956, 
con út trong ba người con của Charlie Jemison và Dorothy Jemison (nhũ danh: Green). Cha bà là giám sát viên bảo trì cho một tổ chức từ thiện, và mẹ bà làm việc hầu hết sự nghiệp của mình với tư cách là một giáo viên tiểu học dạy Tiếng Anh và Toán học tại Trường tiểu học Ludwig van Beethoven ở Chicago, Illinois. Gia đình bà đầu tiên sống ở Woodlawn và sau đó là Morgan Park. Jemison biết từ nhỏ rằng bà muốn học khoa học và một ngày nào đó đi vào vũ trụ. 
Chương trình truyền hình Star Trek, và đặc biệt là nữ diễn viên người Mỹ gốc Phi Nichelle Nichols miêu tả trung úy Uhura càng khiến bà quan tâm đến không gian.
Jemison thích nghiên cứu tự nhiên và sinh lý con người, sử dụng những quan sát của mình để học hỏi thêm về tự nhiên. Mặc dù mẹ bà ủng hộ sự ham hiểu biết và cả hai cha mẹ hỗ trợ niềm yêu thích về khoa học của con gái, bà lại không thường xuyên nhận được những hỗ trợ tương tự vậy từ các thầy cô giáo của mình. Khi Jemison kể với giáo viên trường mầm non là khi lớn lên cô bé muốn trở thành một nhà khoa học, người giáo viên lại cho rằng ý cô bé muốn trở thành một y tá. Thấy sự thiếu hụt các phi hành gia nữ trong các chuyến bay Apollo cũng làm Jemison buồn bực. Sau này bà nhớ lại, "Mọi người đều vui mừng về việc chinh phục không gian, nhưng tôi nhớ mình đã rất really really khó chịu vì không có nữ phi hành gia nào."